# H6PD
La proteína bifuncional endoplásmica GDH / 6PGL es una proteína que en humanos está codificada por el gen H6PD .

## Función
Hay dos formas de glucosa-6-fosfato deshidrogenasa. La forma G está ligada a X y la forma H, codificada por este gen, está ligada autosómicamente. Esta forma H muestra actividad con otros hexosa-6-fosfatos, especialmente galactosa-6-fosfato, mientras que la forma G es específica para glucosa-6-fosfato. Ambas formas están presentes en la mayoría de los tejidos, pero la forma H no se encuentra en los glóbulos rojos.